# Carlos Andrés García
Carlos Andrés García  (30 de mayo de 1973-San Cristóbal, estado Táchira, Venezuela; 17 de septiembre de 2017) fue un político venezolano que sirvió como concejal de Guasdualito, en el estado Apure, y que murió mientras estaba encarcelado por el Servicio Bolivariano de Inteligencia (SEBIN).

## Detención
El 17 de diciembre de 2016, el Servicio Bolivariano de Inteligencia (SEBIN) allanó la casa del concejal Carlos García y lo arrestó después de que se registraron varias protestas en Guasdualito que resultaron en al menos tres entidades bancarias saqueadas y en un herido y durante negociaciones entre la oposición y el gobierno. El diputado opositor por el estado Apure, Luis Lippa, también fue detenido «para protegerlo», violando su inmunidad parlamentaria, siendo liberado poco después. El concejal fue arrestado presuntamente en posesión de una suma de dinero en efectivo, pero el partido Primero Justicia aseguró que los cuerpos de seguridad le sembraron un paquete de billetes de 100 que supuestamente en ese momento ya no tenía validez. Las autoridades consideraron que la suma de dinero era sospechosa, pero García aseguró que se trató de un montaje y se declaró inocente. García permaneció detenido acusado de los delitos de hurto calificado, instigación pública e incendio sin que se iniciara un juicio en su contra. Primero Justicia también denunció que a pesar de exigir la liberación de García por motivos de salud, el gobierno «se negó y lo dejó detenido injustamente».
En agosto de 2017, el concejal sufrió un accidente cerebrovascular (ACV) mientras estaba detenido en los calabozos del SEBIN. Los funcionarios se seguridad le negaron sistemáticamente recibir atención médica a García e ignoraron las órdenes para permitir el traslado del concejal a un centro hospitalario. Los familiares denunciaron que no le entregaban las medicinas que le llevaban puntualmente y que debía ingerir por prescripción médica y que sus familiares. Su hermana Yhorlenys Aular también denunció que aseguraban que «estaba fingiendo» y que no le prestaron primeros auxilios.
Dos semanas después, el 18 de agosto, fue trasladado al Hospital Central de San Cristóbal, en el estado Táchira. Primero Justicia afirmó que García «solo fue trasladado a un centro de salud cuando ya no había posibilidades de hacer nada para mejorar su salud». El 17 de septiembre de 2017 la familia del concejal confirmó su muerte en el centro de salud. A pesar de ser considerado como un preso político y de haber recibido el beneficio de arresto domiciliario como Leopoldo López y Antonio Ledezma, la orden no fue ejecutada por los cuerpos de seguridad. El gobierno se negó a permitir una autopsia del cuerpo.

## Reacciones
Durante una rueda de prensa, Tomás Guanipa, diputado y secretario general de Primero Justicia, informó que la muerte de García era responsabilidad exclusivamente del gobierno nacional, indicando que se interpondría una denuncia ante la Fiscalía, el Alto Comisionado para los Derechos Humanos de las Naciones Unidas, la Comisión Interamericana de Derechos Humanos, la Relatoría de Detenciones Arbitrarias de las Naciones Unidas y la Organización Mundial de la Salud.
El Tribunal Supremo de Justicia emitió un comunicado afirmando que García ingresó al Hospital Central de San Cristóbal con una «patología de hipertensión arterial», que recibió la debida atención médica desde su fecha de ingreso e incluso fue sometido a «distintos estudios médicos arrojando un resultado patológico de presunta enfermedad infecciosa inmunodeficiente, todo lo cual pudo haber producido complicaciones en la patología de toxoplasmosis cerebral», lo que según el tribunal derivó en la muerte. También sostuvo que no habían advertencias o solicitudes en el expediente sobre que García padeciera de alguna enfermedad crónica y pidió a la dirigencia del país «abstenerse de emitir opiniones irresponsables con informaciones falsas y con el único objetivo de causar alarma en la población».
El secretario general de la Organización de Estados Americanos (OEA) Luis Almagro y la fiscal general Luisa Ortega Díaz responsabilizaron al gobierno por la muerte del concejal García y la describieron como otra violación de derechos humanos. El alcalde metropolitano Antonio Ledezma y la ONG Foro Penal atribuyeron la muerte a la falta de atención médica oportuna. El diputado Freddy Guevara y la opositora María Corina Machado describieron la muerte como un «asesinato». El gobernador del estado Miranda Henrique Capriles extendió su pésame a la familia de García.